# Marsha Hunt (zangeres)
Marsha Hunt (Philadelphia, 15 april 1946) is een Amerikaanse zangeres en schrijfster, die ook bekend werd als fotomodel en actrice.

## Jeugd
Hunt groeide op in eenvoudige omstandigheden in Philadelphia. In 1960 verhuisde de familie naar Californië, waar ze de Oakland High School bezocht. Pas op 15-jarige leeftijd ontdekte ze dat haar vader drie jaar eerder zelfmoord had gepleegd. Als studente aan de University of California in Berkeley nam ze deel aan de protestacties tegen de Vietnamoorlog.

## Carrière

### Als zangeres
In 1966 reisde Marsha Hunt naar het Verenigd Koninkrijk, waar ze Mike Ratledge van de band Soft Machine leerde kennen. Beiden traden in 1967 in het huwelijk. Ze werkte als zangeres, onder andere in Alexis Korners trio Free at Last en bij de band The Ferris Wheel. In 1968 speelde ze in Londen Dionne in de musical Hair. 
In 1969 trad Hunt op met de band White Trash bij het Isle of Wight Festival. Tijdens hetzelfde jaar verscheen haar eerste single Walk on Gilded Splinters (origineel van Dr. John. Ze had relaties met onder andere Marc Bolan en Mick Jagger. In november 1970 werd haar dochter Karis Jagger geboren, Jaggers eerste en Hunts enige kind. Hunt was de inspiratie voor de Rolling Stones-song Brown Sugar, die voor de eerste keer in de film Gimme Shelter (1969) was te beluisteren.
In 1971 kwam Hunts eerste album Woman Child op de markt, dat in Duitsland later ook onder de naam Desdemona verscheen. In hetzelfde jaar speelde Hunt Bianca in de musical Catch My Soul, een rock-'n-roll-versie van Shakespeares Othello. In 1975 speelde ze in The Skin of Our Teeth van Thornton Wilder. In 1977 bracht ze het disco-album Marsha uit, dat in München werd geproduceerd door Peter Bellotte, een partner van Giorgio Moroder.

### Als model
Hunts reclamefoto's voor de musical Hair, genomen door Patrick Lichfield, maakten grote indruk. Als model was ze onder andere te zien op de cover van het modeblad Queen en in het magazine Vogue. In Duitsland was ze in 1968 een van de modellen in een  overweldigende reclamecampagne voor Afri-Cola, bedacht door Charles Wilp.

### Als actrice
Marsha Hunt werkte ook als actrice. Naast optredens in diverse films en tv-series speelde ze in 1972 de rol van Gaynor in de Hammer-film Dracula AD '72 naast Christopher Lee en Peter Cushing. In 1991 speelde Hunt in de Londense première van het stuk The Ride Down Mount Morgan van Arthur Miller. In 1994 voerde ze een monodrama op, dat was gebaseerd op haar roman Joy en waarbij haar dochter Karis Jagger de regie had.

### Als schrijfster
In het midden van de jaren 1980 begon Hunt te schrijven. Haar autobiografie Real Life: The Story of a Survivor kwam in 1986 op de markt. In 1990 verscheen haar eerste roman Joy, gevolgd door Free (1992) en Like Venus Fading (1998).
In 1996 publiceerde Hunt Reprocessing Ernestine: A Granddaughter Uncovers the Secret History of Her American Family, waarin ze haar zoektocht naar de geschiedenis van haar grootmoeder beschreef, die meer dan 50 jaar had doorgebracht in tehuizen.

## Ziekte
In 2004 werd bij Hunt borstkanker gediagnosticeerd. Haar gevecht tegen deze ziekte en de daaropvolgende MRSA-infectie documenteert ze in het boek Undefeated (2005).

## Discografie

### Singles
- 1969: Walk on Gilded Splinters
- 1969: Desdemona
- 1973: (Oh, No! Not!) The Beast Day
- 1976: C'est la vie
- 1977: The Other Side of Midnight

### Albums
- 1971: Woman Child (in Duitsland in 1974 ook uitgebracht als Desdemona)
- 1975: Marsha Hunt
- 1977: Marsha
- 1987: Walk on Gilded Splinters (cd-compilatie 1987, nieuw uitgebracht 1994)

### Autobiografische werken
- 1986: Real Life: The Story of a Survivor
- 1996: Reprocessing Ernestine: A Granddaughter Uncovers the Secret History of Her American Family
- 2005: Undefeated: Am I The Same Girl?

### Romans
- 1990: Joy
- 1992: Free
- 1998: Like Venus Fading

### Overig
- 1999: The Junk Yard: Voices From an Irish Prison (gepubliceerd door Marsha Hunt)

- Bibliothèque nationale de France: cb15065991x (data)
- Gemeinsame Normdatei: 118979302
- International Standard Name Identifier: 0000 0000 8161 0214
- Library of Congress Control Number: n86113198
- MusicBrainz: e2eea8b6-b2c1-4262-be92-80d6cfc0dc8e
- Nationale Bibliotheek van Tsjechië: xx0010435
- Nationale Bibliotheek van Israël: 987007442636105171
- Nederlandse Thesaurus van Auteursnamen: 072518472
- Système universitaire de documentation: 075606100
- Virtual International Authority File: 85368853
- WorldCat: E39PBJqKdTxHG3mB3bqjm6FdwC